# Edmund Braye, 1. Baron Braye
Edmund Braye, 1. Baron Braye (* 1484 in Bedfordshire; † 18. Oktober 1539) war ein englischer Adliger, der 1529 von Heinrich VIII. als Baron Braye in das House of Lords berufen wurde.

## Leben

### Herkunft und familiäres Umfeld
Er entstammte einer  Familie der englischen Gentry, die in Bedfordshire ansässig war und im 15. und 16. Jahrhundert zu Bedeutung kam und von dem Haus Tudor gefördert wurde. Er wurde vermutlich 1484 als Sohn des John Braye, Herrn auf Eaton Bray in Bedfordshire, geboren. Er war zugleich Neffe und Erbe des Sir Reginald Bray, der unter König Heinrich VII. zum Treasurer und Ritter des Hosenbandordens wurde.

### Politische Laufbahn
Edmund Braye diente ebenfalls den Königen aus dem Hause Tudor, vor allem Heinrich VIII. Dieser schlug ihn am 13. Oktober 1513 zum Ritter. Von 1514 bis 1515 war der nunmehrige Sir Edmund Braye Sheriff von Bedfordshire. 1522 ernannte ihn der König zum Sheriff von Surrey und Sussex. Schließlich machte ihn Heinrich VIII. zum erblichen Peer des Königreiches, indem er ihn durch einen Writ of Summons am 4. Dezember 1529 in das englische House of Lords berief und ihn auf diese Weise zum ersten Baron Braye ernannte. Edmund Braye nahm fortan als Baron Braye an den Sitzungen des Parlaments teil. Er starb am 18. Oktober 1539 und wurde in Chelsea in Middlesex begraben, wo auch schon sein Vater und sein Onkel bestattet worden waren. Er hatte 1501 Jane, eine Tochter des Sir Richard Halliwell, geheiratet und hatte mit ihr sechs Töchter und einen einzigen Sohn John, der ihm als Baron Braye folgte.